# Fort Dearborn
Das Fort Dearborn war eine ursprünglich im Jahre 1803 durch Truppen unter Captain John Whistler errichtetes Fort auf dem Gebiet des späteren Chicago. Das Fort lag am Chicago River an der Stelle, wo sich heute der Wacker Drive und die Michigan Avenue kreuzen; seinen Namen erhielt es zu Ehren von Henry Dearborn. Im Rahmen des Britisch-Amerikanischen Krieges von 1812 wurde das Fort von den Potawatomi niedergebrannt. Nach dem Krieg wurde 1816 ein zweites Fort Dearborn an gleicher Stelle errichtet. Dieses wurde im 19. Jahrhundert durch verschiedene Feuer zerstört, unter anderem im Großen Brand von Chicago. Der Stern ganz links auf der Flagge von Chicago repräsentiert Fort Dearborn; er wurde der Flagge im Jahr 1939 hinzugefügt. Die Stätte des Forts ist seit 1971 eine Chicago Landmark und liegt im Michigan–Wacker Historic District.

## Hintergrund

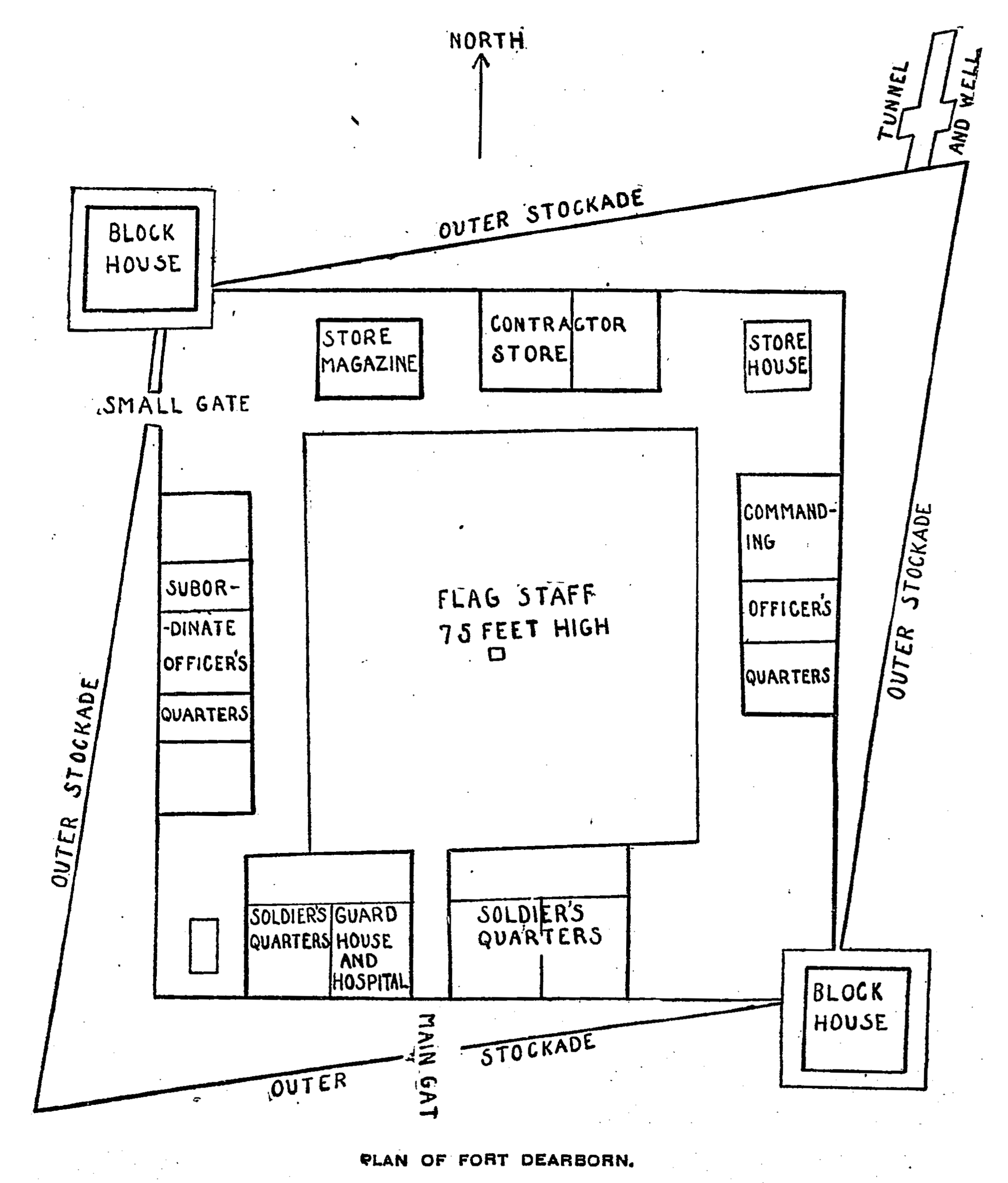
Lageplan des ersten Fort Dearborn

Die Geschichte der menschlichen Besiedlung in dem Gebiet des heutigen Chicago vor der Ankunft der Weißen ist weitgehend unbekannt. 1673 war eine Expedition unter Führung von Louis Jolliet und Jacques Marquette die erste, von der die Passage durch die Chicago Portage und entlang des Chicago River nachgewiesen ist. Marquette kehrte 1674 zurück und lagerte einige Tage an dem Mündung des Flusses, zog dann zur Portage und verbrachte dort den Winter 1674–75. Joliet und Marquette berichteten nicht darüber, ob am Chicago River zu jener Zeit Indianer lebten, allerdings haben Archäologen in der Region Chicago zahlreiche indianische Siedlungen aus dieser Zeit ausgegraben. Zwei der Männer de La Salles errichteten an der Portage im Winter 1682/1683 eine Palisade.

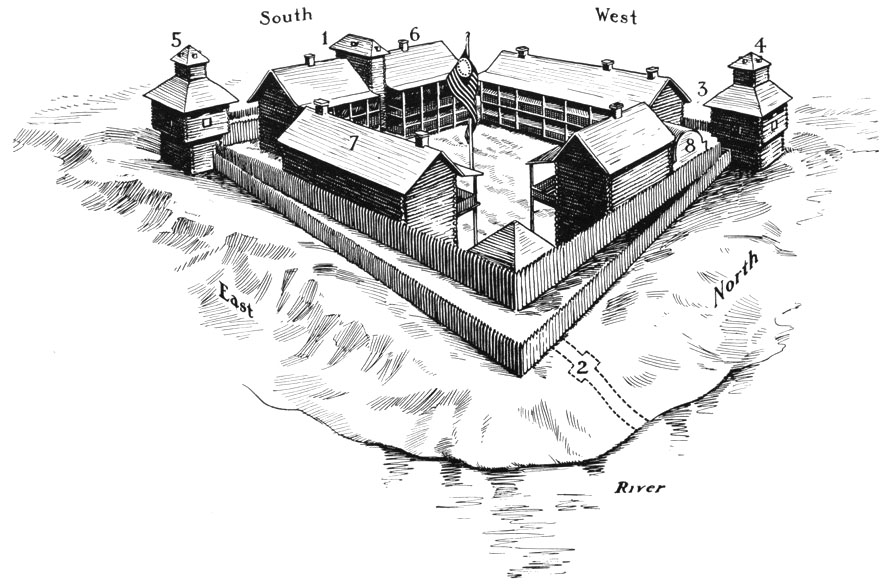
Künstlerische Darstellung einer Luftansicht des ursprünglichen Fort Dearborn

1682 nahm de La Salle ein großes Gebiet inklusive der heutigen Region Chicago für Frankreich in Besitz. Eine Jesuitenmission, die Mission of the Guardian Angel, wurde 1696 in dieser Gegend gegründet, aber schon um 1700 verlassen. 1763, nach den Franzosen- und Indianerkriegen, traten die Franzosen dieses Gebiet an das Königreich Großbritannien ab und gliederten es der Province of Quebec an. Großbritannien trat das Gebiet nach dem Amerikanischen Unabhängigkeitskrieg an die Vereinigten Staaten ab, während das Nordwestterritorium bis 1796 de facto unter britischer Kontrolle verblieb.
Die FoxKriege (1712–1716 und 1728–1733) verhinderten während der ersten Hälfte des 18. Jahrhunderts großteils den Zugang zu dem Gebiet für europäische Siedler. Der erste nichtindianische Siedler, der sich wieder in dem Gebiet niederließ, war vermutlich ein Händler namens Guillory, der vermutlich um 1778 einen Handelsposten bei Wolf Point führte. Jean Baptiste Point du Sable erbaute in den 1780er Jahren eine Farm mit Handelsposten unweit der Mündung des Chicago River, weswegen er verbreitet als Gründer von Chicago gilt. Antoine Ouilmette ist der nächste bekannte Bewohner im Gebiet Chicago; er gibt an, sich im Juli 1790 an der Mündung des Chicago River niedergelassen zu haben.
Nach dem Nordwest-Indianerkrieg (1785–1795), wurde am 3. August 1795 in Fort Greenville (dem heutigen Greenville, Ohio) der Vertrag von Greenville unterzeichnet. Mit diesem übertrug eine Koalition aus Indianern und Frontiersmen, die sogenannte Western Confederacy, den Vereinigten Staaten große Teile der heutigen Bundesstaaten Ohio, Michigan, Indiana, Wisconsin und Illinois. Darin eingeschlossen waren "sechs Quadratmeilen" mit Zentrum an der Mündung des Chicago River.

## Erstes Fort Dearborn
Am 9. März 1803 schrieb Henry Dearborn, der Secretary of War, an Colonel Jean Hamtramck, dem Kommandeur von Detroit und wies ihn an, einen Offizier und sechs Soldaten niederen Ranges loszuschicken, um die Strecke von Detroit nach Chicago zu erkunden und eine vorläufige Untersuchung der Lage in Chicago vorzunehmen. Captain John Whistler wurde als Kommandeur des neuen Postens ausgewählt, und er machte sich mit sechs weiteren Männern auf den Weg. Die Erkundung wurde am 14. Juli 1803 abgeschlossen und eine Kompanie Soldaten brach auf, um auf dem Landweg von Detroit nach Chicago zu gelangen. Whistler und seine Familie machten die Reise nach Chicago auf dem Schoner Tracy. Die Truppen erreichten ihren Bestimmungsort am 17. August. Die Tracy ankerte etwa eine Meile entfernt vom Ufer, weil sie wegen einer Sandbank nicht in den Chicago River einfahren konnte. Julia Whistler, die Frau von Captain Whistlers Sohn, Lieutenant William Whistler, erzählte später, dass sich 2000 Indianer versammelt hatten, um die Tracy zu sehen. Die Truppen beendeten die Konstruktion des Forts im Sommer 1804; das Fort war umschlossen von einer doppelten Palisadenreihe und verfügte über zwei Blockhäuser. Das Fort erhielt den Namen Fort Dearborn, nach Henry Dearborn, der den Bau angeordnet hatte.

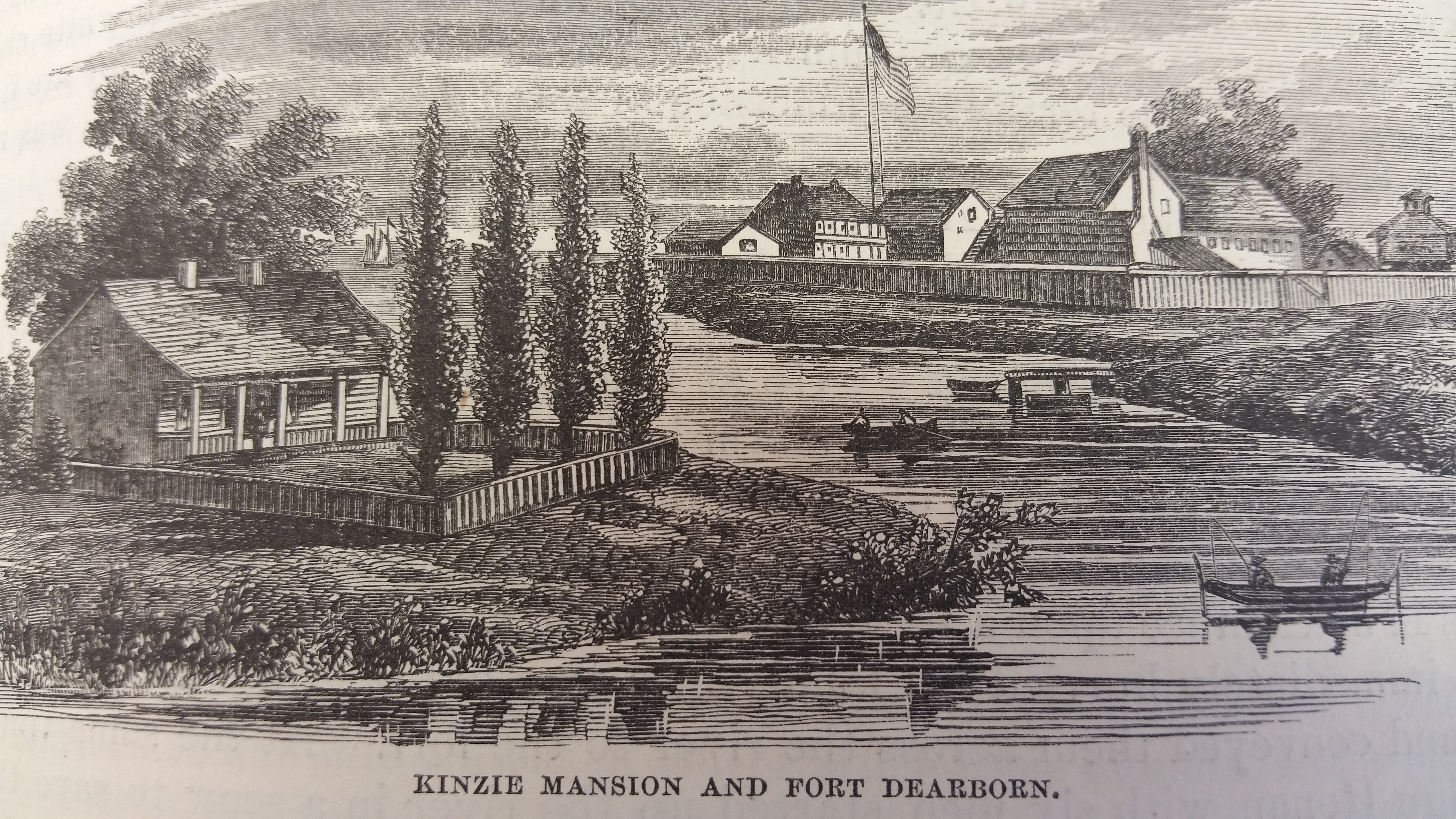
Das Kinzie Mansion. Fort Dearborn befindet sich im Hintergrund.

Der Pelzhändler John Kinzie traf 1804 in Chicago ein und wurde rasch zum Anführer der zivilen Bürgerschaft in der kleinen Siedlung, die sich um das Fort entwickelte. 1810 gerieten Kinzie und Whistler in Streit darüber, weil Kinzie Alkohol an die Indianer lieferte. Im April wurden Whistler und andere hohe Offiziere abberufen; Whistler wurde als Kommandeur des Forts ersetzt durch Captain Nathan Heald.
Während des Britisch-Amerikanischen Krieges befahl General William Hull im August 1812 die Evakuierung von Fort Dearborn. Diese wurde von Capt. Heald überwacht. Am 15. August geriet der Treck mit den Evakuierten in einen Hinterhalt von etwa 500 Potawatomi. Die Potawatomi nahmen Heald und seine Frau Rebekah gefangen und übergaben sie für Lösegeld an die Briten. Von den 148 Soldaten, Frauen und Kindern, die das Fort verließen, wurden in dem Hinterhalt 86 getötet. Das Fort brannten die Potawatomi am nächsten Tag nieder.

## Das zweite Fort

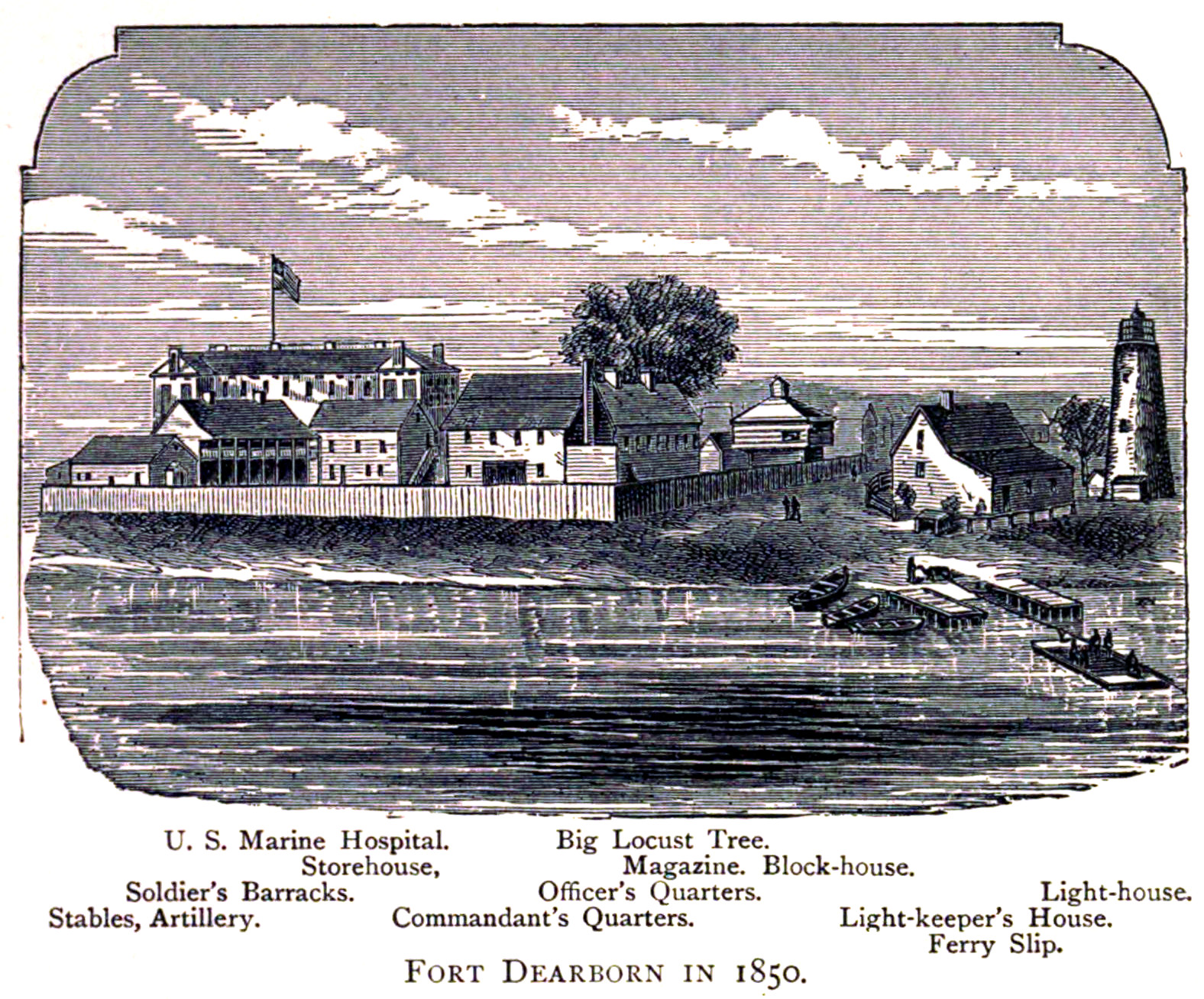
Fort Dearborn 1850

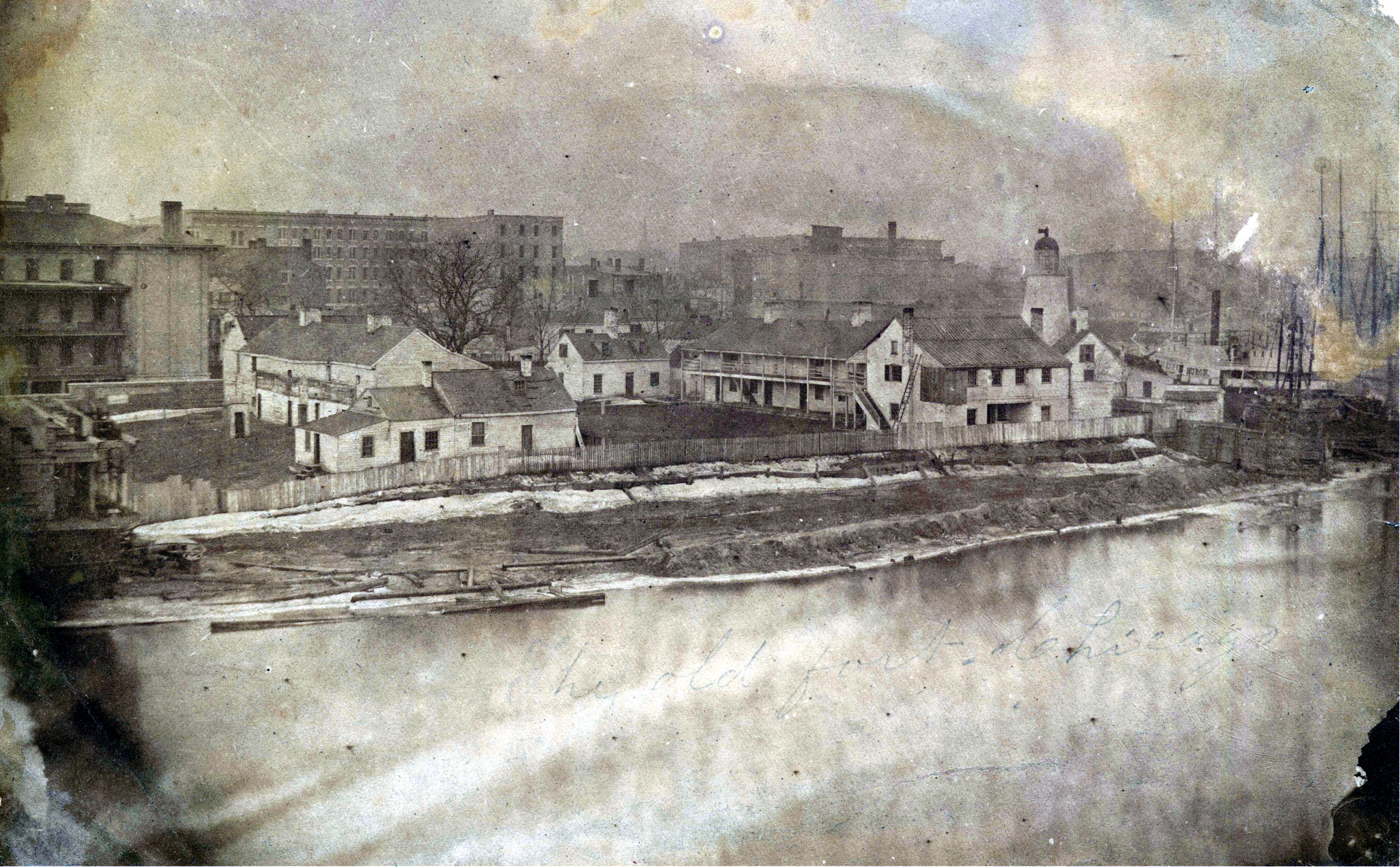
Fort Dearborn 1856

Nach dem Krieg wurde 1816 ein neues Fort an der Stelle errichtet. Auch dieses hatte eine doppelte Palisade und verfügte über Kasernen für Offiziere und Mannschaften, einen Garten und andere Gebäude. Die amerikanischen Streitkräfte hielten das Fort bis 1823 besetzt, als ein Friedensvertrag mit den Indianern vermuten ließ, die Garnison sei nicht mehr notwendig. Dieser Zustand herrschte bis 1828, als es infolge des Krieges mit den Winnebago erneut von der U.S. Army besetzt wurde. In ihren 1856 erschienenen Memoiren Wau Bun beschrieb Juliette Kinzie das Fort, wie es bei ihrer Ankunft in Chicago im Jahr 1831 aussah:

“The fort was inclosed [sic!] by high pickets, with bastions at the alternate angles. Large gates opened to the north and south, and there were small portions here and there for the accommodation of the inmates. ... Beyond the parade-ground which extended south of the pickets, were the company gardens, well filled with currant-bushes and young fruit-trees. The fort stood at what might naturally be supposed to be the mouth of the river, yet it was not so, for in these days the latter took a turn, sweeping round the promontory on which the fort was built, towards the south, and joined the lake about half a mile below.”

„Das Fort war umschlossen von hohen Pflöcken, mit Bastionen an den gegenüberliegenden Ecken. Große Tore öffneten sich nach Norden und Süden, und es gab kleine Abteilungen hier und da für die Unterbringung von Insassen. … Hinter dem Paradeplatz, der sich südlich der Pflöcke erstreckte, waren die Kompaniegärten, gut gefüllt mit Johannisbeersträuchern und jungen Obstbäumen. Das Fort stand da, was man selbstredend als die Mündung des Flusses betrachten würde, doch war dem nicht so, weil in jenen Tagen letzterer eine Biegung machte, sich um das Vorgebirge, auf den das Fort gebaut ist, nach Süden herumschlängelte und etwa eine halbe Meile abwärts in den See floss.“

Das Fort wurde kurze Zeit vor dem Black-Hawk-Krieg von 1832 geschlossen, und bis 1837 wurde es vom Superintendent of Harbor Works genutzt. 1837 wurde das Fort und seine Landreserve, einschließlich des Stück Lands, das später zum Grant Park wurde, von der Bundesregierung der Vereinigten Staaten an die Stadt übertragen. 1855 wurde ein Teil des Forts abgerissen, damit das Südufer des Chicago River ausgebaggert werden konnte, um die Biegung im Fluss zu begradigen und den Fluss an dieser Stelle um etwa 45 m zu verbreitern; und 1857 zerstörte ein Feuer fast alle im Fort noch übrig gebliebenen Bauten. Das Blockhaus und einige wenige übriggebliebene Nebengebäude wurden schließlich 1871 beim Großen Brand von Chicago zerstört.

## Reste und Erinnerungskultur

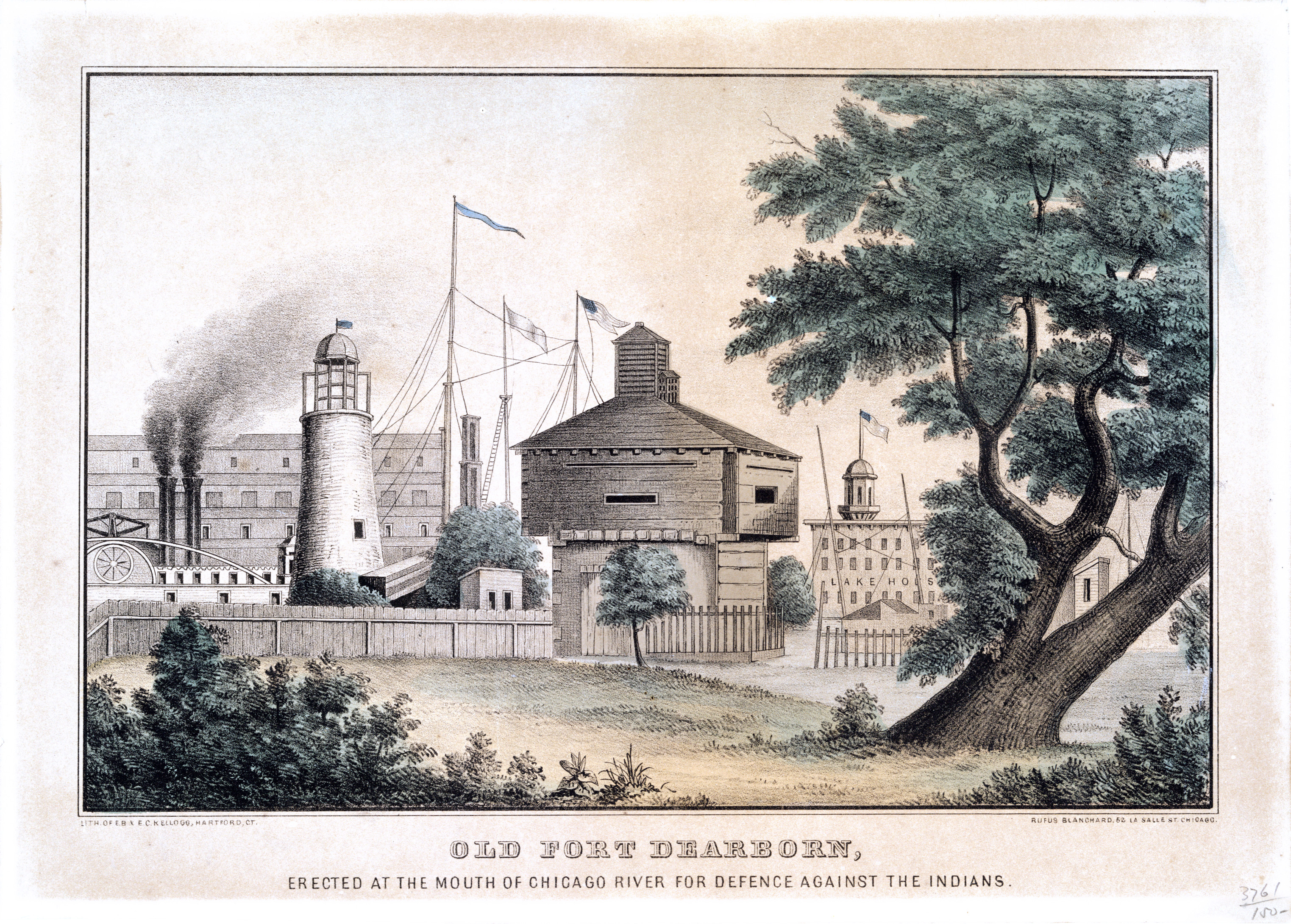
Fort Dearborn 1853

Der südliche Rand von Fort Dearborn befand sich an der heutigen Kreuzung von Wacker Drive und Michigan Avenue innerhalb des Loop von Chicago, entlang der Magnificent Mile. Teile der Außenbegrenzung des Forts werden heute markiert durch Gedenktafeln und eine Linie, die in den Gehweg und die Fahrbahn unweit der Michigan Avenue Bridge und des Wacker Drive eingelassen sind. Einige wenige Bretter des alten Forts befinden sich im Chicago History Museum im Lincoln Park.
Am 5. März 1899 berichtete die Chicago Tribune über ein Modell des ursprünglichen Forts, das die Chicago Historical Society erschaffen hatte. 1933 wurde bei der Century of Progress Exhibition ein detailliertes Modell von Fort Dearborn errichtet. Die Postverwaltung der Vereinigten Staaten gab aus diesem Grund eine Briefmarke mit dem Nennwert 1 ct und ein Erinnerungsblatt mit 25 dieser Briefmarken heraus, die das Fort zeigten. Diese Briefmarken und Erinnerungsblätter wurden nachgedruckt, als der Postmaster General James A. Farley ungezähnte Exemplare hiervon und von anderen Marken an seine Freunde weitergab. Infolge des resultierenden Aufschreis wurden Millionen Exemplare von “Farley’s Follies” gedruckt und verkauft.
Im Jahr 1939 beschloss der Chicago City Council, der Flagge von Chicago einen vierten Stern hinzuzufügen, der für Fort Dearborn steht. Dieser Stern ist der erste Stern von links.
Am 15. September 1971 wurde die Stätte des Forts zu einer Chicago Landmark erklärt.

## Bilder

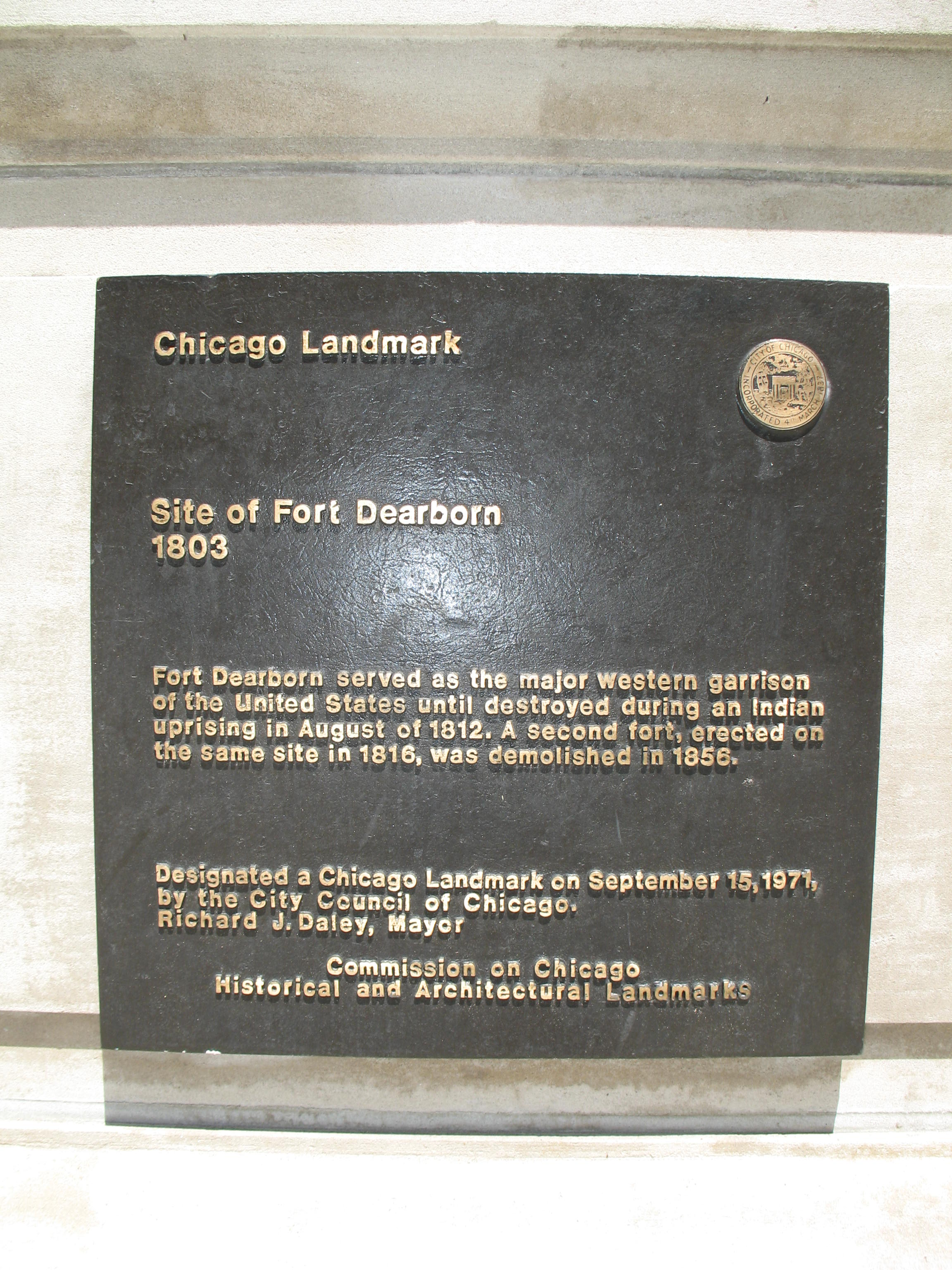
Plaquette, welche das Fort Dearborn als Chicago Landmark ausweist
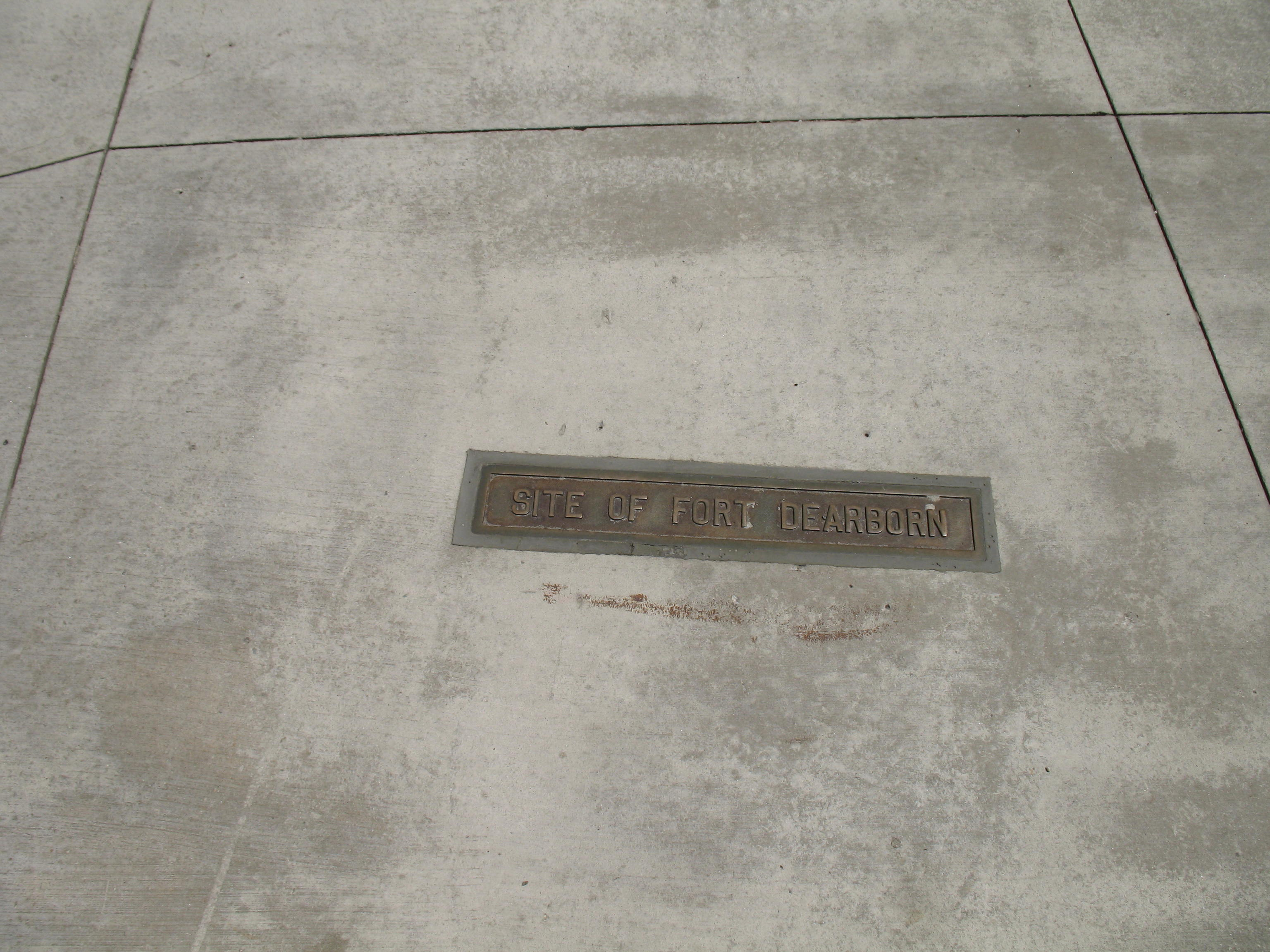
Im Trottoir eingelassene Plaquette zur Markierung des Standorts des Forts

## Verwendete Literatur
- J. Seymour Currey: The Story of Old Fort Dearborn. A. C. McClurg & Co., Chicago 1912 (englisch, Online [abgerufen am 8. März 2019]).
- Linai T. Helm: The Fort Dearborn Massacre. Hrsg.: Gordon, Nellie Kinzie. Rand McNally, 1912 (englisch, Online [abgerufen am 8. März 2019]).
- Juliette Kinzie: Wau-Bun, the "Early Day" in the North-West. Derby and Jackson, 1856 (englisch, Online [abgerufen am 8. März 2019]).
- Dominic A. Pacyga: Chicago: A Biography. University of Chicago Press, 2009, ISBN 0-226-64431-6 (englisch).
- Milo Milton Quaife: Chicago and the Old Northwest, 1673-1835. The University of Chicago Press, 1913 (englisch, Online [abgerufen am 8. März 2019]).
- Milo Milton Quaife: Checagou From Indian Wigwam To Modern City 1673-1835. The University of Chicago Press, 1933 (englisch, Online [abgerufen am 8. März 2019]).